# Sandra Araguás Pueyo
Sandra Araguás Pueyo (Huesca, 5 de enero de 1977) es una investigadora, escritora y cuentacuentos española.

## Trayectoria
Araguás es licenciada en Humanidades con especialidad en Lengua y Cultura Española. En 2000, comenzó una investigación centrada en la tradición oral de Aragón, para la que realizó más de 300 entrevistas a personas mayores de la región del Alto Aragón. En 2006, publicó su primer libro donde realizaba una recopilación sobre tradición oral en la Sierra de Guara.
En 2014, fundó su propia editorial, Sin cabeza, donde trabaja principalmente con profesionales de la ilustración aragoneses. Ese mismo año, colaboró también con el director de cine y fotógrafo Eugenio Monesma en el programa Temas de antropología aragonesa, así como en la realización de campañas del fomento de la lectura como Aventúrate a leer, con sus Cuentos de importación, una recopilación de cuentos y tradición oral con población inmigrante en la ciudad de Huesca.
Además de su faceta como investigadora y escritora, Araguás dirige los clubs de lectura infantiles de las Bibliotecas Municipales de Huesca, con dos grupos: Club Comelibros y Planeta Lector. Forma parte del grupo de narradoras y narradores de AEDA, Asociación de Profesionales de la Narración Oral en España.
Ha publicado artículos culturales en distintas revistas y periódicos de Aragón y realizado Teatro, Animación y Narración oral con títulos como Lluvia de palabras (2021),Tejido con palabras (2021), Cuentos que alimentan (2022) y Bailamos (2022).

## Obra (selección)
- 2014 – Mi madre es una bruja
- 2014 – La mano verde
- 2017 – Lágrimas en los tejados
- 2018 – Aitana y la abuela
- 2019 – Lunes y martes y miércoles, tres
- 2020 – Secretos en el ascensor

## Reconocimientos
En 2018, Araguás fue premiada por su guía Somontano en familia , en la III edición de los International Wine Challenge Merchant Awards España. Al año siguiente, su libro Aitana y la abuela recibió el Premio al mejor libro editado en la provincia de Huesca, otorgado por la Asociación de Libreros del Alto Aragón.
En 2019, se creó en Monzón el Paseo de las Letras Aragonesas dedicada a la literatura, inaugurando cinco monolitos forjados, y uno de ellos dedicado a Araguás.
Ha sido pregonera en la XXIV Feria del Libro Aragonés de Monzón en 2018 y en la 37ª edición de la Feria del Libro de Huesca de 2021.